# Dragan Đokanović
Dragan Đokanović, em sérvio Драган Ђокановић, (Saraievo, 20 de abril de 1958) é um político sérvio (Partido Democrático dos Federalistas), da Bósnia e Herzegovina.

## Biografia

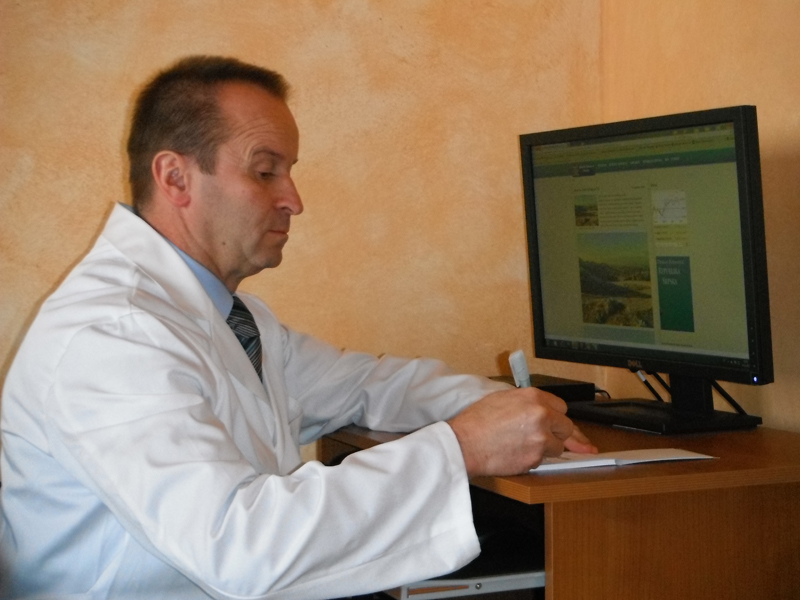
Dr Dragan Đokanović

Dragan Đokanović nasceu em Sarajevo (Municipalidade de Trnovo) em 20 de Abril de 1958. Completou os seus estudos em Sarajevo, incluindo Universidade e Escola de Medicina. Completou a sua licenciatura em Medicina em 1984 pela Universidade de Sarajevo. É um pediatra de formação, incluindo especialidade médica. Đokanović exerceu funções em Zvornik, Sekovici, Belgrado e Sarajevo. Actualmente reside em Sarajevo-Este e trabalha na Clínica Médica Infantil (KCUS) em Sarajevo. É casado e tem dois filhos.

## Carreira Política
Desde 1990 que Dragan Đokanović está envolvido na política da Bósnia e Herzegovina. Desenvolveu as seguintes actividades nas datas e períodos abaixo indicados:
- Em Maio de 1990 formou o Partido Democrático dos Federalistas.
- Em Novembro de 1990 esteve envolvido na campanha para as primeiras eleições multipartidárias da Bósnia e Herzegovina.
- Desde 1991 que esteve envolvido em actividades relacionadas com a continuação da existência da República Federal da Jugoslávia, como a única garantia para a paz na Bósnia.
- Desde a fundação da Assembleia do Povo Sérvio da Bósnia e Herzegovina, em 24 de Outubro de 1991, que Đokanović participou nas sessões daquela assembleia. Participa nessas sessões até ao Verão de 1994.
- Em Junho de 1992 foi nomeado Comissário para os Assuntos de Guerra pela Presidência da República Sérvia da Bósnia e Herzegovina, tendo sido responsável pelo estabelecimento das Comissões de Guerra nos municípios de Vlasenica, Zvornik, Sekovici, Bratunac e Skelani. Dragan Đokanović informou os membros da Presidência sobre os crimes de guerra que estavam a acontecer naqueles municípios.

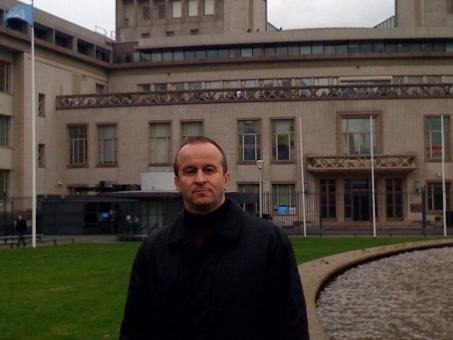
Dragan Đokanović, Tribunal Penal Internacional para a ex – Jugoslávia, em Haia.

Em Março de 2005 e em Novembro de 2009, foi testemunha no Tribunal Penal Internacional para a ex-Jugoslávia, na Haia. De Julho de 1992 a Janeiro de 1993, Đokanović foi conselheiro para a Presidência de Guerra da República Sérvia. Ele aconselhou a Presidência relativamente ao estabelecimento da Republika Srpska e as relações entre os órgãos daquela entidade, do nível central ao nível municipal.
- De Janeiro de 1993 à Primavera de 1994 foi Ministro para os Assuntos dos Veteranos de Guerra na Republika Srpska.

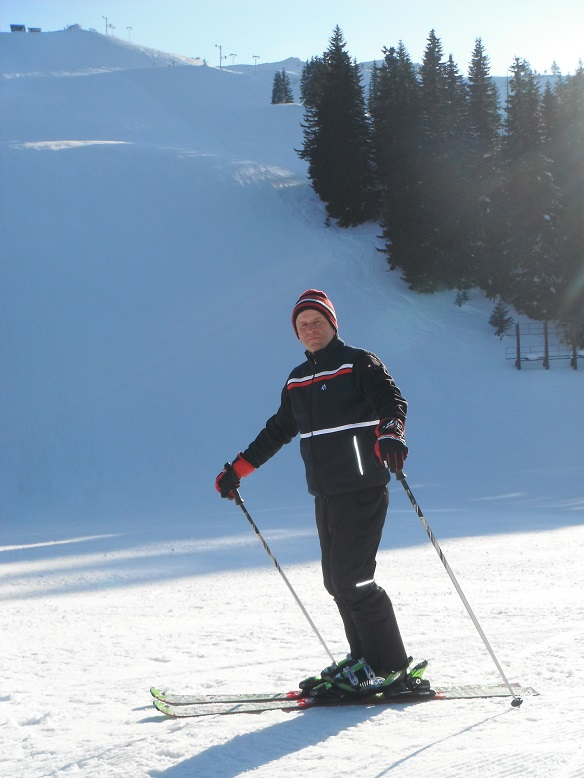
Dr Dragan Djokanovic, esqui

- No início de 1994, reactivou o Partido Democrático dos Federalistas, e estabeleceu contactos oficiais com o SPS, do Slobodan Milosevic. Em Fevereiro de 1994 houve uma reunião em Skelani com representantes do seu partido político a representantes do SPS, tendo sido acordado que Dragan Đokanović participaria em actividades para acabar com a guerra na Bósnia e Herzegovina.
- Em Fevereiro de 1995 convocou uma conferência de imprensa e propôs um plano muito semelhante com o de Acordo de Dayton.
- Depois do Acordo de Dayton, no início de 1996, Đokanović esteve envolvido na campanha pré - eleitoral. Nesta altura, ele tentou manter os Sérvios em Sarajevo, mas teve enormes dificuldades com os líderes do partido do SDS, do Radovan Karadzic, relativamente a este assunto.
- Em Janeiro de 1997, foi para Belgrado, Sérvia e estabeleceu o Partido Democrático dos Federalistas da Sérvia. O partido foi oficialmente registrado em 2003.
- Em Dezembro de 2007, enquanto opositor do Milorad Dodik, foi candidato à Presidência da Republika Srpska.

## Esporte Carreira
Dragan Đokanović é um atleta versátil e talentoso.  Ele era um campeão de ginástica da Bósnia e Herzegovina e da Jugoslávia (nas barras paralelas, Novo Mesto (1975)). Em Sarajevo, há um clube de ginástica com o nome "Dragan Đokanović".